# Platypalpus malokurilensis
Platypalpus malokurilensis är en tvåvingeart som beskrevs av Igor Shamshev 1999. Platypalpus malokurilensis ingår i släktet Platypalpus och familjen puckeldansflugor. Inga underarter finns listade i Catalogue of Life.